# Zornia albolutescens
Zornia albolutescens är en ärtväxtart som beskrevs av Robert H Mohlenbrock. Zornia albolutescens ingår i släktet Zornia och familjen ärtväxter. Inga underarter finns listade i Catalogue of Life.